# Dorothy Dandridge

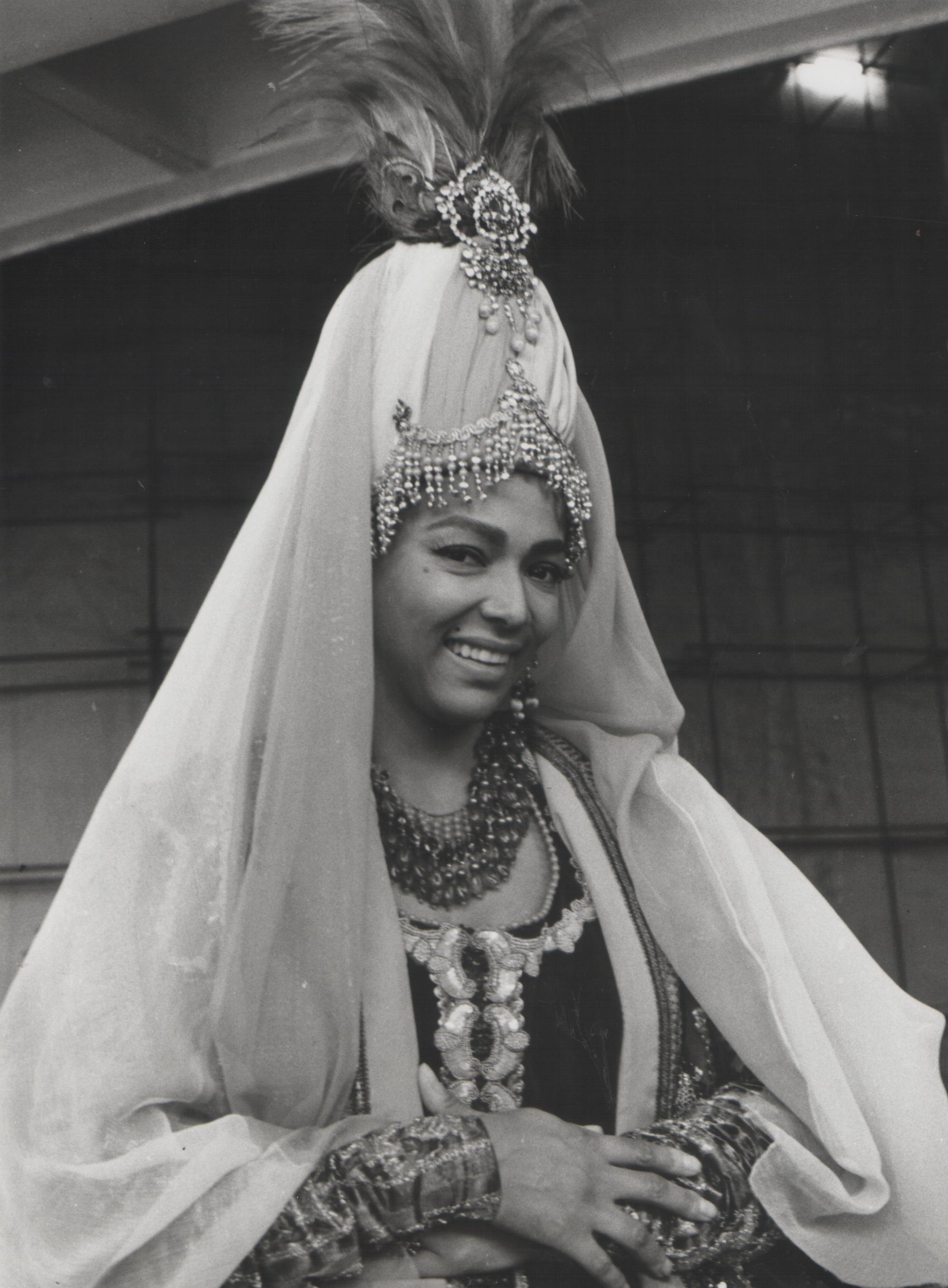
Dorothy Dandridge in Belgrad, 1962

Dorothy Jean Dandridge (* 9. November 1922 in Cleveland, Ohio; † 8. September 1965 in Hollywood, Kalifornien) war eine US-amerikanische Schauspielerin und Sängerin. Für Carmen Jones (1954) erhielt sie als erste afroamerikanische Person eine Oscar-Nominierung in der Hauptdarsteller-Kategorie.

## Leben und Karriere
Mutter und Großmutter von Dorothy Dandridge waren bereits Schauspielerinnen. Als Kind trat sie als Sängerin in Baptistenkirchen in Ohio auf. Ihre Mutter Ruby Dandridge schrieb auch ein Stück für ihre beiden Töchter Vivian und Dorothy, The Wonder Children. Später gingen die beiden Schwestern im Süden der USA auf Tourneen.
Während der Weltwirtschaftskrise Anfang der 1930er Jahre zog die Familie nach Los Angeles. Dort fand Dorothy schnell kleinere Rollen bei Radio und Film; The Wonder Kids nannten sich fortan The Dandridge Sisters und traten auch im New Yorker Cotton Club und im Apollo Theater auf. Dandridges erster Filmauftritt war 1935 eine Nebenrolle im Kurzfilm Our Gang; 1937 trat sie gemeinsam mit ihrer Schwester in Die Marx Brothers: Ein Tag beim Rennen auf.
In ihren frühen Filmen bekam sie meist die stereotypen Rollen, die für afroamerikanische Frauen vorgesehen waren; 1940 spielte Dandridge eine Mörderin in dem Film Four Shall Die. Durch ihre Filmauftritte wurde sie schnell bekannt und hatte erfolgreiche Auftritte als Sängerin in Nachtclubs. In dieser Zeit wurden auch einige Soundies aufgenommen, in denen sie ihre Hits sang, meist Coverversionen anderer Künstler, wie „Paper Doll“ der Mills Brothers, „Cow Cow Boogie“ von Freddie Slack und Ella Mae Morse sowie „Jig in the Jungle“ und „Mr. & Mrs. Carpenter’s Rent Party“.
Ihre größten Erfolge hatte sie in den 1950er Jahren unter Regisseur Otto Preminger. Sie spielte die Titelrolle in Carmen Jones und wurde für diese Rolle als erste schwarze Schauspielerin in der Geschichte für den Oscar in der Kategorie Beste Hauptdarstellerin nominiert. Für die Rolle der Bess im Film Porgy und Bess wurde sie für den Golden Globe Award nominiert. Ihren letzten Film drehte sie 1961.

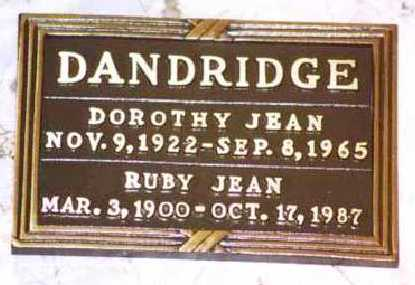
Mausoleum von Dorothy Dandridge (2004)

Belastet von Depressionen, finanziellen Problemen und Alkoholsucht nahm sie sich 1965 mit einer Überdosis Schlaftabletten das Leben. Vor ihrem Tod war sie im Gespräch für die Rolle der Billie Holiday in einem Film. Dieser Film wurde jedoch erst einige Jahre nach ihrem Tod mit Diana Ross in der Hauptrolle realisiert.
Für ihre Verdienste in der Filmindustrie wurde Dorothy Dandridge mit einem Stern auf dem Hollywood Walk of Fame (6719 Hollywood Boulevard) geehrt. In dem Film Rising Star (1999) wurde zudem ihre Karriere verfilmt. Halle Berry spielte dabei die Rolle der Dandridge, für den sie mit dem Emmy Award und dem Golden Globe Award ausgezeichnet wurde.
Dandridge war von 1942 bis 1951 mit dem Stepptänzer und Schauspieler Harold Nicholas und von 1959 bis 1962 mit dem Restaurantleiter Jack Denison verheiratet. Aus erster Ehe ging eine Tochter hervor.

## Diskografie
Singles
- You Ain’t Nowhere (1940)
- That’s Your Red Wagon (1940)
- Watcha Say (1944)
- Blow Out the Candle (1951)
- Talk Sweet Talk To Me (1951)
- Taking a Chance On Love (1953)
- It’s a Beautiful Evening (1961)

Album
- Smooth Operator (1958–1961, erst 1999 veröffentlicht)

## Filmografie (Auswahl)
- 1935: The Big Broadcast of 1936
- 1937: Die Marx Brothers: Ein Tag beim Rennen (A Day at the Races)
- 1938: Going Places
- 1940: Irene
- 1941: Lady from Louisiana
- 1941: Adoptiertes Glück (Sun Valley Serenade)
- 1941: Waffenschmuggler von Kenya (Sundown)
- 1941: Bahama Passage
- 1943: Hit Parade of 1943
- 1944: Atlantic City
- 1947: Ebony Parade
- 1951: Tarzan und die Dschungelgöttin (Tarzan’s Peril)
- 1951: Harlem Globetrotters
- 1953: Eine Leiche auf Rezept (Remains to bei Seen)
- 1953: Bright Road
- 1954: Carmen Jones
- 1957: Heiße Erde (Island in the Sun)
- 1957: Die schwarze Sklavin (Tamango)
- 1958: Mörder an Bord (The Decks Ran Red)
- 1959: Porgy und Bess (Porgy and Bess)
- 1960: Malaga (Moment of Danger)